# Dangerous (pel·lícula de 1935)
Dangerous és una pel·lícula rodada als Estats Units i estrenada el 25 de desembre de 1935 que explica la història d'una femme fatalle. Va ser dirigida per Alfred Edward Green i protagonitzada per Bette Davis i Franchot Tone. L'actriu va obtenir per aquesta pel·lícula el seu primer Oscar.

## Argument
Don Bellows és un prominent arquitecte de Nova York que està promès amb Gail Armitage una noia rica i jove. Una nit, coneix Joyce Heath, una actriu alcohòlica i depressiva que havia arribat a ser la jove més prometedora de Broadway. Don se sent en deute amb Joyce ja la seva interpretació de Juliet va ser la inspiració que el va fer decidir a convertir-se en arquitecte. L'acull a la seva casa al camp perquè es rehabiliti i, mentrestant, Don s'enamora de Joyce. Ella però l'adverteix que sobre seu cau una maledicció que fa que destrueixi tot allò que toca. Decidit a salvar-la, Don trenca el seu compromís amb Gail i arrisca tota la seva fortuna en la producció d'un espectacle de Broadway en el que ella tornarà a ser l'estrella.
Abans de la nit de l'estrena, Don insisteix a demanar-la en matrimoni però ellà es resisteix a donar el sí amagant-li el fet que ja està casada amb Gordon Heath, una persona ineficaç però devotament enamorada de Joyce, però que està arruïnat degut al seu matrimoni.
Joyce demana el divorci a Gordon peò en negar-se aquest, provoca un accident que el deixa paralític. Les ferides sofertes per Joyce impedeixen l'estrena de l'obra i aboquen Don a la ruïna. A més, quan s'entera que Joyce l'ha enganyat, Don l'acusa de ser una dona completament egoïsta i que aquesta és la seva única maledicció. Joyce decideix en un principi suïcidar-se però després s'adona que Don té raó. Aconsegueix tirar endavant l'espectacle i, tot i que ella n'està enamorada, que Don torni amb Gail. L'espectacle és un èxit i Joyce, que ara porta una vida responsable, va a visitar Gordon per tal de salvar el seu matrimoni.

## Repartiment

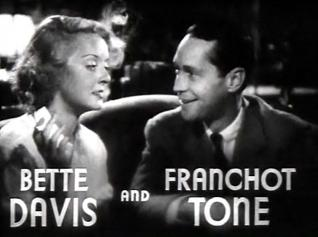
Fotograma del trailer de la pel·lícula

- Bette Davis (Joyce Heath)
- Franchot Tone (Don Bellows)
- Margaret Lindsay (Gail Armitage)
- Alison Skipworth (Mrs. Williams)
- John Eldredge (Gordon Heath)
- Dick Foran (Teddy)
- Walter Walker (Roger Farnsworth)
- Richard Carle (Pitt Hanley)
- George Irving (Charles Melton)
- Pierre Watkin (George Sheffield)
- Douglas Wood (Elmont)
- William B. Davidson (Reed Walsh)

## Producció
Inicialment, Bette Davis va rebutjar el paper perquè trobava el guió massa pretensiós i sentimental però el cap de producció de la Warner Bros., Hal B. Wallis, la va convèncer de que podia fer quelcom memorable amb aquell personatge, basat en l'estrella de Broadway dels anys 20 Jeanne Eagels, un dels ídols de l'actriu. Per interpretar el personatge, l'actriu va demanar a l'encarregat de vestuari Orry-Kelly que li dissenyñes vestits que fossin apropiats per a una dona que havia viscut dies millors. Va ser per a aquesta pel·lícula que Perc Westmore va tallar els cabells de l'actriu a l'estil bob el qual portaria la resta de la seva vida. Bette Davis va guanyar el premi a la millor actriu per aquest paper però sempre va sentir que no se’l mereixia i que li havien donat en compensació per no haver estat nominada l'any anterior per la pel·lícula Of Human Bondage.
Franchot Tone, va ser cedit per la MGM després de rodar “Mutiny on the Bounty”. Davis es va sentir atreta per l'actor que estava compromès amb Joan Crawford. El productor Harry Joe Brown va revelar anys després que havia sorprès Davis i Tone en actitud compromesa. Aparentment, Crawford es va assabentar de l'affair però no va trencar el seu compromís. Molts biògrafs creuen que aquest va ser l'inici de la forta enemistat entre les dues actrius.
La banda sonora de la pel·lícula conté tres peces de Harry Warren: "Forty-Second Street," "The Little Things You Used to Do" i "Sweet and Slow". També apareix la peça "Bridal Chorus" de Richard Wagner.
La Warner va fer un remake de la pel·lícula el 1941 amb Brenda Marshall que va titular “Singapore Woman”.